# Boeing B-47 Stratojet
Boeing B-47 Stratojet je bil šestmotorni reaktivni strateški bombnik Vojnega letalstva Združenih držav in eno izmed večjih letal korejske vojne.

## Zgodovina
Izdelavo bombnika je naročilo vodstvo letalstva ZDA, kot postopno zamenjavo za bombnik B-36. Prototip XB-47 je poletel 17. decembra 1947.

## Različice
- B-47A, 10 predserijskih letal
- B-47B, 399 letal
- RB-47B, 24 letal za fotografiranje terena
- TB-47B, 66 letal za šolanje pilotov in navigatorjev

## Uporabniki
ZDA
- United States Air Force

 Kanada
- Royal Canadian Air Force

### Sorodna letala:
- Tupoljev Tu-16
- Avro Vulcan
- Convair XB-46
- Martin XB-48